# 丰特-阿拉莫
丰特-阿拉莫，是西班牙卡斯蒂利亚-拉曼恰自治区阿尔瓦塞特省的一个市镇。 总面积133km², 总人口2600人（2001年），人口密度20人/km²。